# Historia del ballet

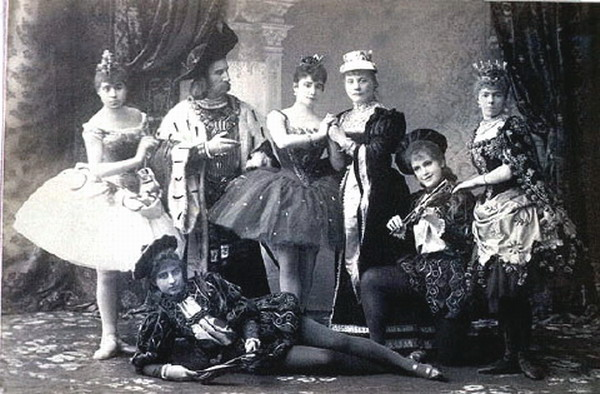
Fotografía de la Premier del ballet de Chaikovski. La Bella Durmiente (1890).

El ballet es una danza cuyos orígenes se remontan al Renacimiento Italiano, durante los siglos XV y XVI. El ballet se expandió desde Italia hasta Francia con la ayuda de Catalina de Médici, donde se desarrolló aún más bajo su influencia aristocrática. Un ejemplo del trabajo expuesto por Catalina se capturó en la pieza llamada Le Paradis d' Amour. Esta pieza fue presentada en la boda de su hija, Margarita de Valois, con Enrique de Navarra.
El dinero aristócrata era el responsable de las etapas iniciales del desarrollo del ballet de corte. La literatura y la música utilizada en el ballet tenían como fin entretener principalmente a los aristócratas de la época.
En 1573, se llevó a cabo la primera puesta en escena de la primera pieza del ballet de corte, cuyo nombre fue Ballet des Polonais. Esta pieza fue llevada a escena por Catalina de Médici, en honor del embajador polaco que estaba de visita en París. En 1581, Catalina produjo otro ballet de corte llamado Ballet Comique de la Reine, sin embargo, su compatriota, Balthazar de Beaujoyeulx , fue quien hizo todos los arreglos de baile. Catalina de Médici y Balthazar de Beaujoyeulx fueron los encargados de presentar el corte, tomando como base los principios de la Academie de Baif. En esta pieza se integró la poesía, la danza, la música y la escenografía para transmitir una historia dramática unificada.
A finales del siglo XVII Luis XIV de Francia fundó la Académie Royale de Musique en la Ópera de París, en donde surgió la primera compañía profesional: el Ballet de la Opera de París. El predominio francés en el vocabulario del ballet refleja esta historia. El Ballet Teatral pronto se independizó del arte, aunque todavía mantiene con frecuencia una estrecha relación con la ópera, y de igual manera se desarrolló desde el centro de Europa a otras naciones. El Ballet Real de Dinamarca o más conocido como Ballet Real Danés y el Ballet Mariinski del Imperio Ruso fueron fundados en el año 1740 y comenzó a tener más fuerza, después del año 1850. En 1907, el ballet ruso, a su vez se regresó a Francia, donde el Ballets Russes de Sergei Diaghilev y sus sucesores fueron muy influyentes. Pronto el ballet se dio a conocer en todo el mundo con la formación de nuevas empresas, entre ellas el Ballet Real de Londres (1931), el Ballet de San Francisco (1933), el American Ballet Theatre (1937), El Royal Winnipeg Ballet (1939), la Compañía de Ballet Australiano (1940), el New York City Ballet (1948), el Ballet Nacional de Canadá (1951), y el Delhi Ballet (2002).
Durante el siglo XX, los estilos de ballet continuaron desarrollándose fuertemente, obteniendo influencia en la danza de concierto. En Estados Unidos, por ejemplo, el coreógrafo George Balanchine desarrolló lo que hoy se conoce como ballet neoclásico. Estilos posteriores han incluido ballet contemporáneo y ballet post-estructural.

## Orígenes

### Renacimiento – Italia y Francia

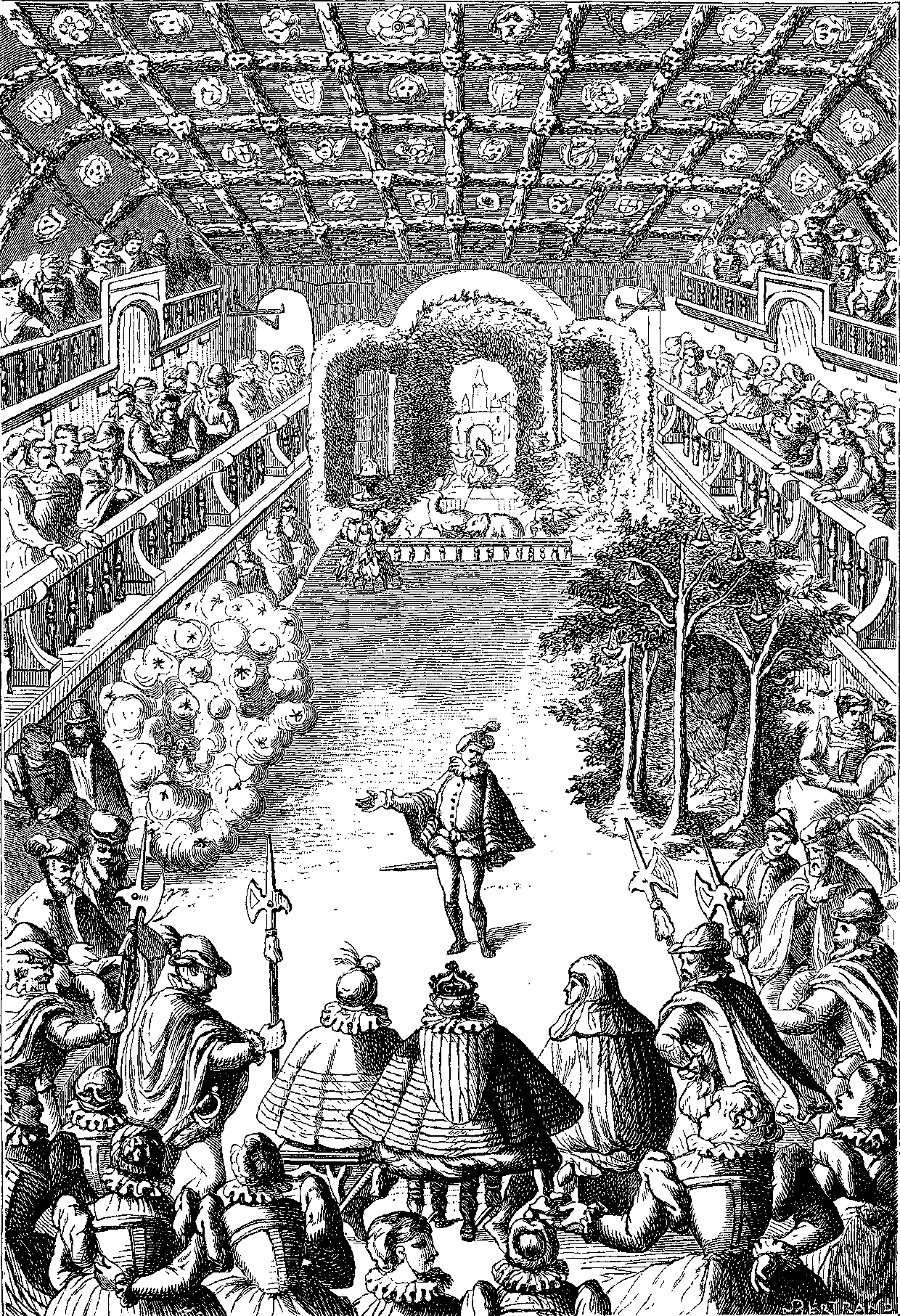
Impresión de la segunda escena del Ballet Comique de la Reine, presentado en París en 1581 para la corte francesa.

El ballet se originó en el Renacimiento durante una ceremonia en Italia. Se dice que el ballet fue parte de las bodas aristócratas, en donde había músicos y bailarines con el fin de proporcionar un elaborado entretenimiento para ellos. El ballet del Renacimiento es muy diferente a la forma de entretenimiento teatral conocido por el público contemporáneo. Los tutús y las zapatillas aún no eran parte del vestuario de un bailarín de ballet de aquellos tiempos. Las coreografías se adaptaban a los pasos de baile de corte. Los bailarines intérpretes vestían a la moda de la época. Las mujeres debían ponerse vestidos formales que cubrían sus piernas hasta el tobillo. En un principio, el ballet era muy participativo, debido a que la audiencia se unía a bailar en el acto final. Domenico da Piacenza (c. 1400–c. 1470) ) fue uno de los primeros maestros de baile. Junto con sus alumnos, Antonio Cornazzano y Guglielmo Ebreo, fue entrenándose en la danza, enseñándole a sus estudiantes la belleza de la misma. Da Piacenza dejó una pieza llamada:  De arte saltandi et choreus ducendi (En el arte de la danza y la realización del baile), la cual fue producida por sus alumnos.
En 1489 Gian Galeazzo Sforza, duque de Milán, se casó con, en Tortona. Para la boda, se llevó a cabo una elaborada pieza de baile coreografiada por el maestro italiano Bergonzio di Botta. Las danzas estaban vinculadas a la narrativa de Jasón y los Argonautas. Además, cada baile correspondía a un platillo diferente de la cena. Tristano Calco de Milán escribió sobre el evento, y lo consideró como un espectáculo impresionante.
El ballet continuó tomando más fuerza con la estructura francesa del Ballet de Cour, el cual consistía de bailes sociales interpretados por la nobleza acompañados con música, interpretaciones verbales, poesía, cantos, desfiles, decoraciones y vestuarios. Cuando Catalina de Médici, una aristócrata italiana con interés en las artes, se casó con el heredero a la Corona francesa, Henry II, trajo a su pasión por la danza a Francia y obtuvo apoyo financiero. 
Catherine de' Medici's court festivals apoyó con los objetivos de la política y de la corte, los cuales por lo general se organizan en torno a temas mitológicos. La primera pieza del ballet de cour fue el Ballet de Polonais. Esta pieza de ballet se realizó en 1573 con motivo de la visita del embajador de Polonia. Fue coreografiada por Balthazar de Beaujoyeulx y contó con la presentación de dieciséis bailarinas durante una hora, cada una representando a una provincia francesa. El Ballet Comique de la Reine (1581), que también fue coreografiada y dirigida por Balthazar de Beaujoyeulx, y producida por Luisa de Lorena-Vaudémont, reina consorte del rey Enrique III de Francia, hijo de Catalina, para celebrar el matrimonio de Anne de Joyeuse. El ballet se prolongó durante más de cinco horas y fue bailado por veinticuatro bailarines.
En el mismo año, la publicación de Fabritio Caroso llamado  Il Ballarino , fue un manual técnico sobre el baile, tanto en la interpretación y el efecto en la sociedad. También ayudó a establecer a Italia como un centro de desarrollo técnico de ballet.

## 

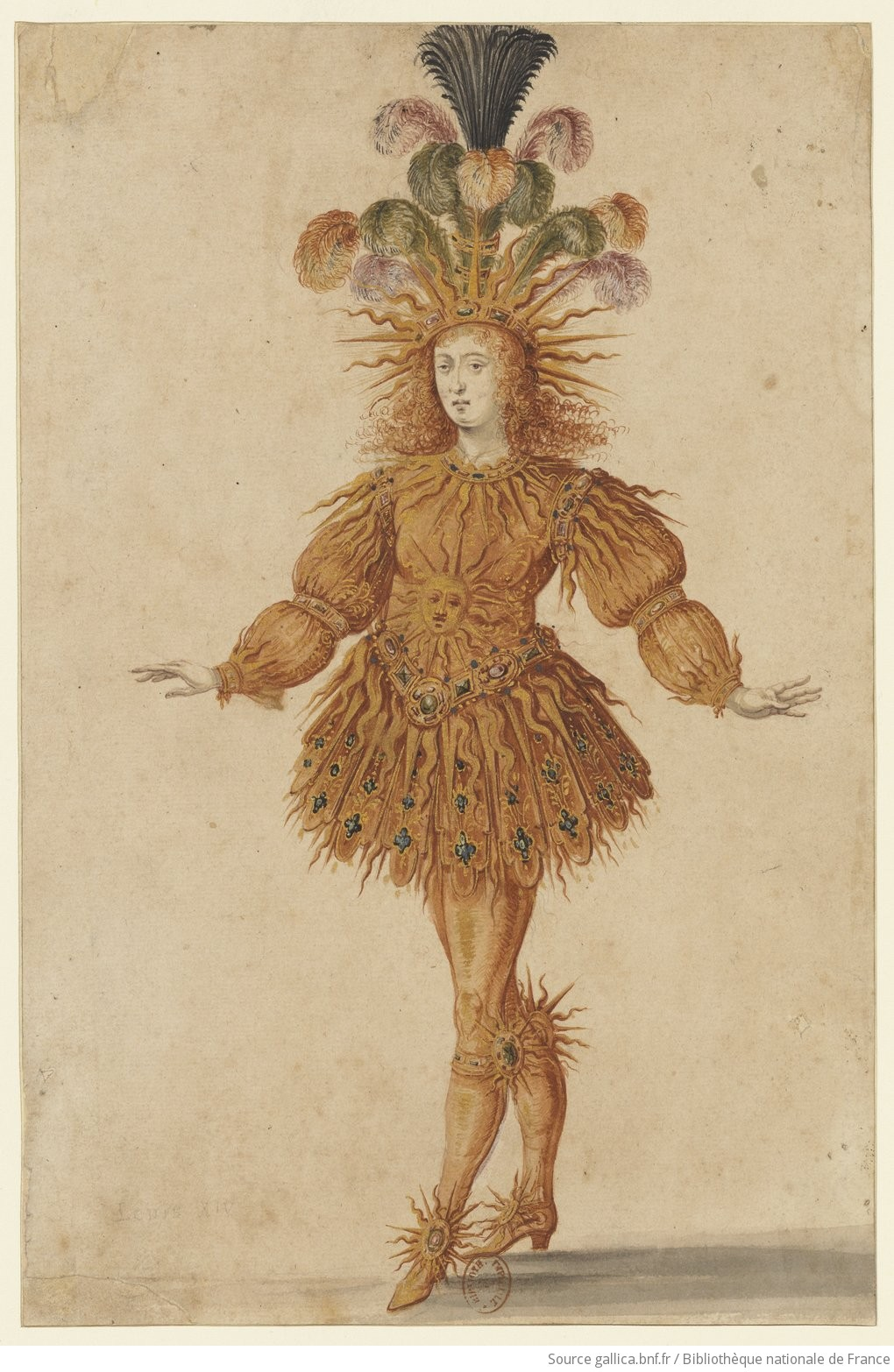
Luis XIV en el Ballet de la nuit (1653), de Lully.

## sigloXVII

### Francia y La Corte de Baile
El Ballet se desarrolló como una forma enfocada en la interpretación del arte en Francia durante el reinado de Luis XIV, quien era un apasionado de la danza. Pierre Beauchamp, profesor de baile personal del rey y su socio favorito en el ballet de cour durante el año de 1650, fue quien creó las seis posiciones de los pies y de los brazos en el ballet. En 1661 el rey Luis XIV, tuvo la determinación de establecer una nueva escuela de baile llamada, Académie Royale de Danse. Beauchamp fue nombrado Compositeur des Ballets du Roi y en 1680 se convirtió en el director de la academia de baile.
Jean-Baptiste Lully, un italiano violinista, bailarín, coreógrafo y compositor, se unió a la corte de Luis XIV en 1652, tomando un papel importante en la dirección que el ballet tendría en el futuro. Apoyado y admirado por el rey Luis XIV, Lully a menudo incorporaba al rey en sus rutinas. La pieza llamada Sun King para el monarca francés, se originó en la interpretación de Louis XIV en la coreografía de Lully llamado Ballet de la Nuit (1653). Esta pieza de ballet fue espléndida, ya que contó con una escena en donde una parte de la casa fue quemada, también incluidas las brujas, hombres lobo, gitanos, pastores, ladrones, y las diosas Venus y Diana. La principal contribución de Lully a esta pieza fueron sus composiciones matizadas. Su comprensión de movimiento y de danza le permitió una coreografía inigualable, realizando una fusión con los arreglos musicales y los movimientos de los bailarines. Lully, también colaboró con el escritor francés Molière. Juntos crearon un nuevo estilo de teatro llamado, commedia dell'arte, y fue adaptado al público francés, creando la  comédie-ballet. was Le Bourgeois Gentilhomme (1670).
En 1669 Louis XIV fundó la Académie d'Opéra conPierre Perrin como director. Louix XIV se retiró en 1670, en gran parte, debido a que aumentó mucho de peso. En 1661 fundó la escuela Adacemie Royale de danse. Beauchamp fue el primer bailarín de ballet profesional, tenía un gran conocimiento de la Ópera y creó las coreografía de la primera producción de la nueva empresa, Pomone con un arreglo musical de Robert Cambert. Después de Perrin se fuera en bancarrota, el rey reestableció la ópera como una rama importante de la academia y puso como director a Lully. Beauchamp fue uno de los principales coreógrafos. Lully, junto con el libretista, Philippe Quinault, crearon un nuevo concepto llamado tragédie en musique, en donde cada acto contaba con un espectáculo de intermedio, el cual era conocido como divertissement. El divertissement eran pequeñas presentaciones de ballet durante los intermedios de la obra. En casi todas su creaciones Jean-Baptiste Lully creó una fusión de arreglos musicales y drama con elementos francés e italianos. Su trabajo dejó un legado que definiría el futuro del ballet.

### Popularidad en Europa

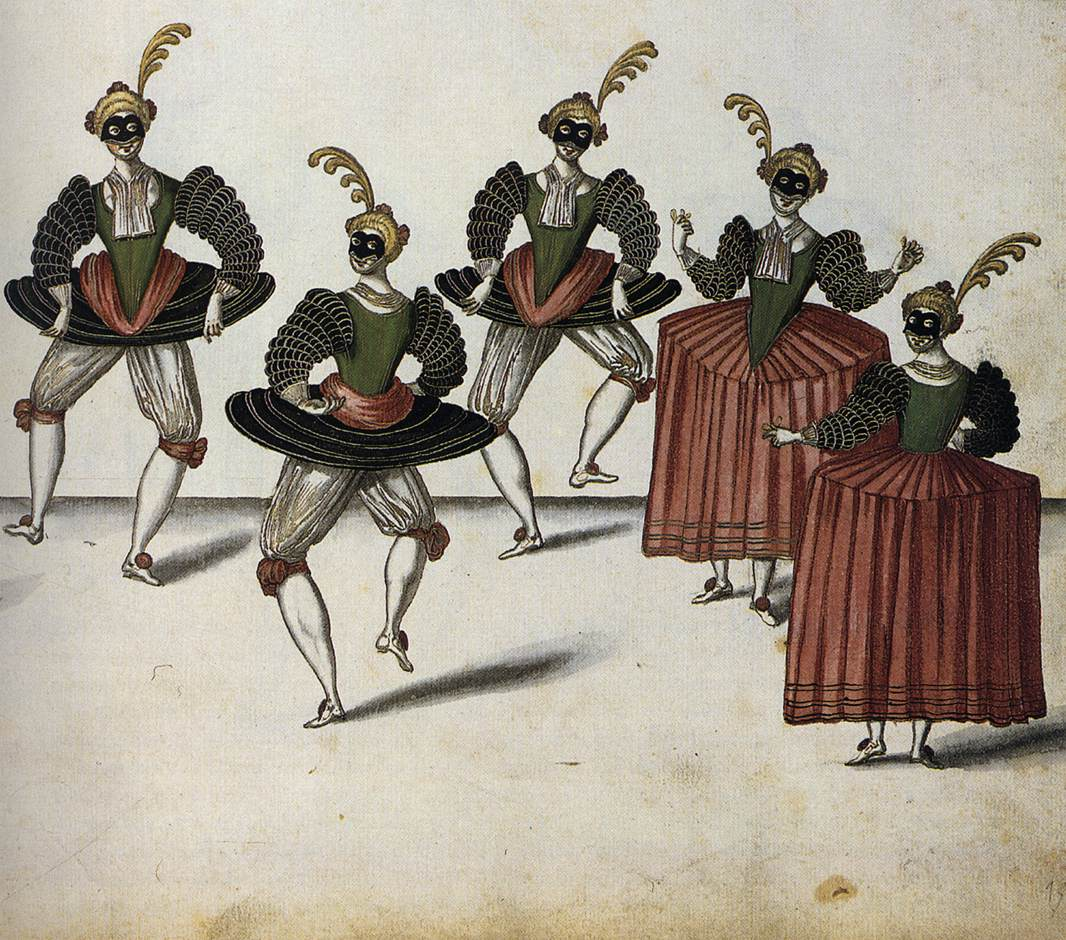
El Ballet Royal en la presentación de El gran baile de Bilbao, 1626.

La corte de Francia fue en cierto modo el modelo a seguir para las otras cortes reales de Europa. Los estilos del entretenimiento fueron imitados, incluyendo los ballets reales. Los tribunales de España, Portugal, Polonia, Alemania, y en otros lugares se convirtieron en audiencias y practicantes del ballets. Además de Francia, Italia se convirtió en una influencia importante en este baile.
Compañías profesionales de ballet comenzaron a organizar y recorrer todo Europa, actuando para el público aristocrático. En Polonia , el rey Władysław IV Vasa (1633-1648)  propuso a su país como sede del espectáculo de la ópera italiana, la cual incluía bailarines de ballet en algunas escenas. Los especialistas de ballet que trabajaron para la corte polaca eran Louis de Poitiers (maestro de ballet),  Charles Duparc, Jean Favier, Antoine Pitrot, Antonio Sacco y Francesco Caselli.

## sigloXVIII

### Francia y su desarrollo en las áreas artísticas
El siglo XVIII fue un período en donde las técnicas de ballet evolucionaron. Además fue el periodo en donde el ballet se convirtió en una forma de arte dramático a la par de la ópera. Esta evolución fue gracias al trabajo de Jean-Georges Noverre. En la coreografía de "Lettres sur la danse et les ballets" ( 1760 ),  se encontraron pasos relacionados con la técnica "ballet d'action" o ballet de acción, ya que el los movimientos de los bailarines estaban diseñados para expresar la letra de la pieza. Noverre cree que: el drama del ballet debe ser lógico y bien estructurado . Los coreógrafos, compositores y diseñadores deben de estar al pendiente desde las primeras etapas de la planificación de un trabajo. Todo debe de ser preciso y limpio, por ejemplo los productores tienen que cuidar los pequeños detalles como: retirar las máscaras para lograr una mejor expresión facial, los vestuarios deben ser recortados para mostrar la figura de los bailarines, y que los coreógrafos deben tener una educación amplia en donde abarque la pintura y la creatividad, ya que esto ayudará a darle vida a las presentaciones.
Modificaciones comenzaron a tomar parte del ballet, Christoph Gluck fue uno de los iniciadores de estos cambios. Finalmente, el ballet fue dividido en tres técnicas formales llamadas  sérieux, demi-caractère and comique. El ballet también comenzó a tomar parte de los intermedios de las óperas con pequeñas escenas de bailes.

### Fuera de Francia
Venecia sigue siendo el centro de danza en Europa, particularmente durante la época del Venecia Carnaval, cuando bailarines y visitantes de todo el continente viajaban a la ciudad para un intercambio cultural. La ciudad del Teatro San Benedetto se convirtió en un lugar popular de la ciudad, debido a que la mayoría de las funciones de ballet se realizaban allí. Las técnicas del ballet italiano mantuvieron una influencia prominente en gran parte del sur y el este de Europa, hasta que las técnicas rusas las suplantaron en el siglo XX.
Las funciones de ballet tuvieron más popularidad en Europa durante el siglo XVIII , en áreas como Hungría. Se establecieron compañías profesionales, las cuales tuvieron funciones en Hungría y en otras partes del mundo. El Teatro Nacional de Budapest es reconocida como el hogar de los bailarines.
Algunos de los principales bailarines de la época que viajaron por Europa fueron Louis Dupré (bailarina), Charles Le Picque, Anna Binetti, Gaetano Vestris y Jean- Georges Noverre.

## sigloXIX

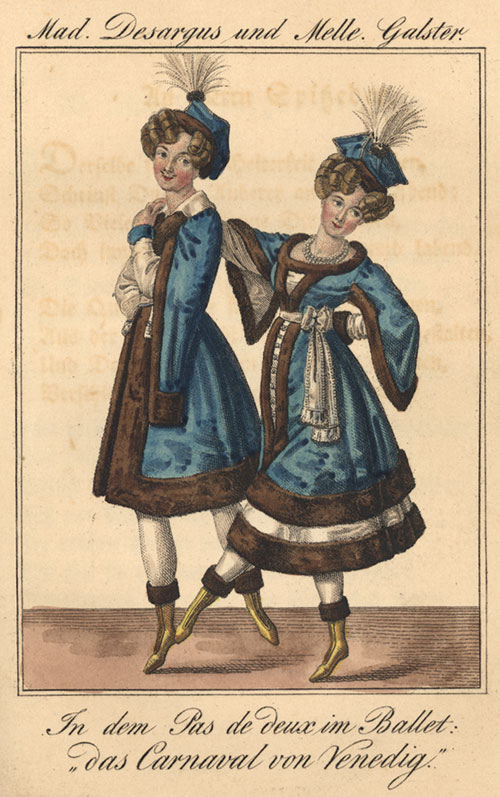
Ballet polaco en el Carnaval de Venice,1827.
El bailarín de la izquierda está interpretando "en travestie" como una mujer que toma el papel de un hombre.

La bailarina se convirtió en el intérprete de baile más popular en Europa durante primera mitad del siglo XIX. Sucedió una gran transformación, puesto que hubo una disminución de popularidad entre los bailarines. En muchas obras, los héroes de ballet eran interpretados por mujeres, como el personaje principal de "Pantomime".
La profesionalidad de las compañías de ballet se convirtió en la cuna de una nueva generación de maestros de ballet y de bailarines. Viena tuvo una gran influencia en los que practicaban ballet. El primer maestro de ballet del Teatro Nacional y de Ópera Real de Hungría fue el Frigyes Campilli, quien trabajó en Budapest por 40 años.

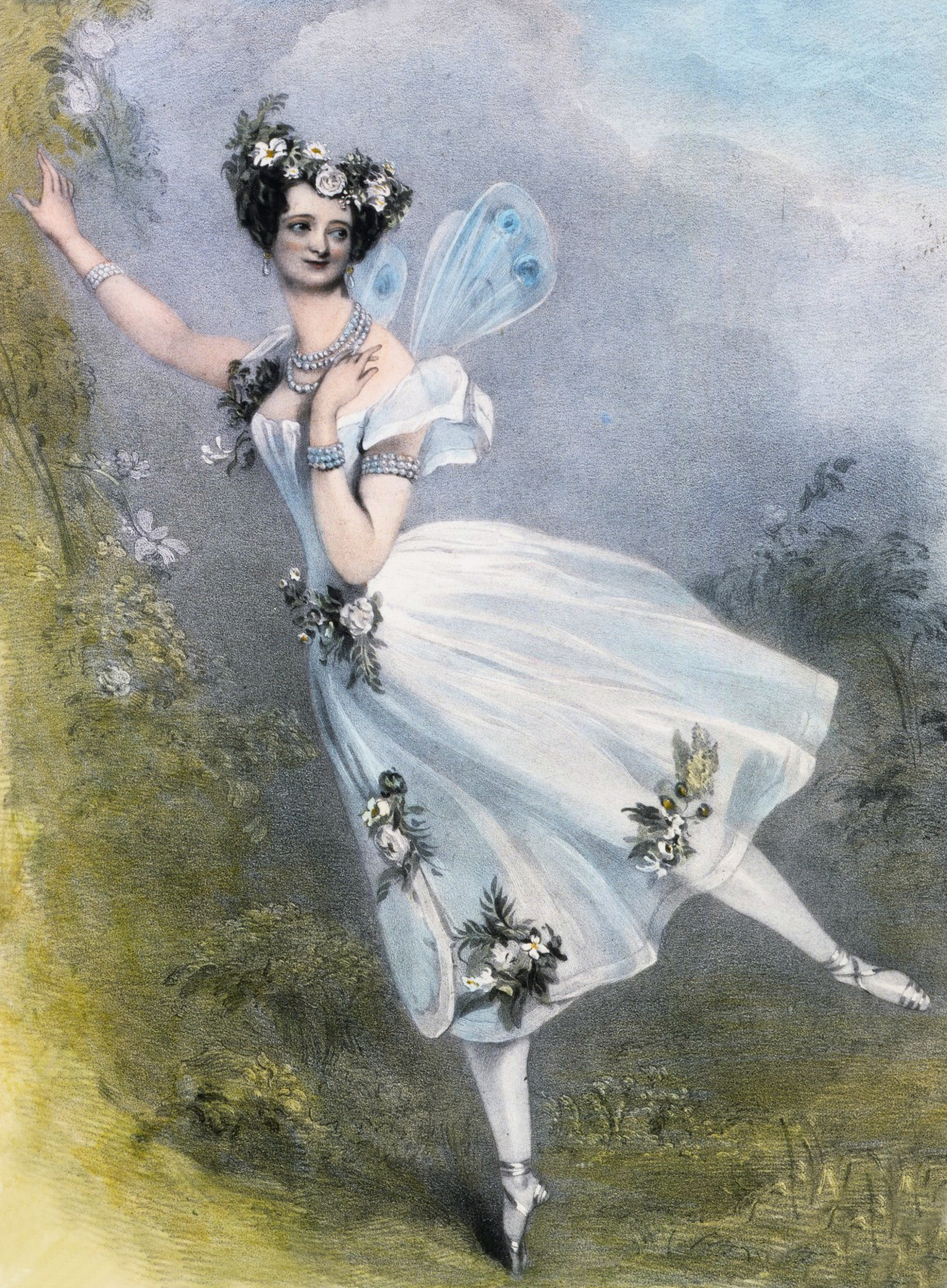
Marie Taglioni como Flore en el ballet de Charles Didelot Zephire et Flore (ca. 1831). Ella fue una pionera del trabajo en punta.

El siglo XIX fue un período de grandes cambios sociales, lo cual también se vio reflejado en el ballet puesto que se comenzaba a perder las sensibilidades aristocráticas que había dominado durante tantos años en el ballet romántico. Bailarinas como Geneviève Gosselin, Marie Taglioni y Fanny Elssler experimentaron con nuevas técnicas tales como el trabajo en punta. Taglioni era conocida como la "bailarina cristiana", ya que su imagen era ligera y pura (asociada con su papel en la pieza La Sylphide). Ella fue entrenada por su padre Filipo Taglioni. En 1834, Fanny Elssler llegó a la Ópera de París y se convirtió en la Bailarina Pagana,  debido a sus buenas cualidades de poder interpretar la danza "Cachucha", la cual la hizo famosa. Maestros como Carlo Blasis codificaron esa técnica de ballet que aún se usa hoy en día. .

### Movimiento romántico
El movimiento romántico en el arte, literatura, y el teatro fueron reacciones en contra de las restricciones formales y los mecanismos de la industrialización. El zeitgeist llevó a los coreógrafos a componer ballets románticos que tenían como característica la luz, y movimientos de libertad y de fluidez, los cuales contrastarían con la difusión de la ciencia reduccionista a través de muchos aspectos de la vida diaria. Estos bailes "irreales" retrataban a las mujeres como seres sobrenaturales con una extrema frágiles, que se podían levantar sin esfuerzo y casi parecían como si flotaran en el aire. Las bailarinas comenzaron a usar disfraces de colores pastel, con faldas que llegaban hasta los tobillos. Un ejemplo del movimiento romántico es "La Sylphide" , uno de los bailes románticos más antiguos que aún es interpretado por bailarines contemporáneos.
El movimiento romántico era una nueva exploración de folklore y de la cultura tradicional, la cual comenzó a tomar parte del folklor de Europa,  África, Asia y Oriente Medio. En el ballet de esos tiempos los bailarines eran caracterizados como villanos o como bufones, para que se pudieran adaptar al "Orientalismo".  La Ópera Nacional de Ucrania,  teatro dedicado a las artes escénicas, se estableció en Kiev en 1867. Para 1893, esta compañía creció lo suficiente para tener grandes presentaciones de bailes de ballet.
Muchas compañías de ballet europeas aún existen hoy en día y siguen estableciendo nuevos teatros de ópera en todas las ciudades de Europa durante el siglo XIX, incluyendo el[Kiev Ballet, el Ballet Nacional de Hungría, el Teatro Nacional de Ballet (Praga) y el Ballet Estatal de Viena. En estos teatros había un espacio para la ópera, el drama y el ballet. Compositores, dramaturgos y coreógrafos fueron capaces de crear obras que capturaban la fusión entre estas tres vertientes de arte.

### Rusia

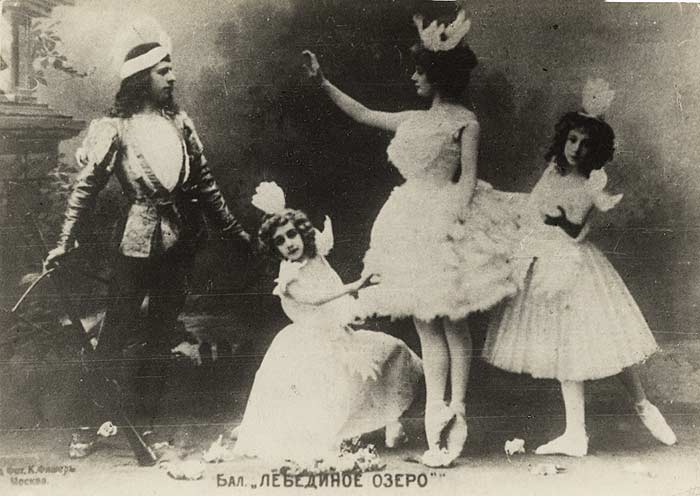
Mijaíl Mordkin como príncipe de Siegfried y Adelaide Giuri as Odette con estudiantes de como pequeños cisnes en el Teatro Imperial Bolshoi de Moscú. Producción de Petipa/Ivanov/Chaikovski Lago de lo cisnes. 1901

Mientras que Francia jugó un papel decisivo en el ballet, otros países y culturas adoptaron pronto esta forma de arte, sobre todo Rusia. Rusia tiene una gran tradición de ballet, y el ballet ruso ha tenido una gran importancia en su país a lo largo de la historia. 
Después de 1850 , el ballet comenzó a disminuir su fervor en París, pero comenzó a tener más popularidad en Dinamarca y Rusia gracias a maestros como August Bournonville, Jules Perrot , Arthur Saint- Léon, Enrico Cecchetti y Marius Petipa. A finales del siglo XIX, el orientalismo estaba de moda. El colonialismo trajo a la vista las culturas de Asia y África, pero no tenían una buena consistencia debido a la malos recursos de información y la fantasía. El este era percibido como un lugar muy lejano en donde todo era posible,  siempre era espléndido, exótico y decadente.
Petipa siguió el gusto popular produciendo "  La hija del Faraón" (1862), y más tarde  "El talismán" (1889 ) y "La Bayadère"  (1877 ). Petipa es recordado por sus colaboraciones en "Tchaikovsky". Él utilizó una música especial para su coreografía del  "Cascanueces" (1892) , de "La Bella Durmiente" (1890 ) , y el "Lago de los Cisnes" (1895) . Estas obras fueron influenciadas por el folklore europeo.

Las bailarinas clásicas comenzaron a usar tutus, que eran faldas cortas con muchas capas de crinolina o tul que mostraban la mayor parte de sus piernas.

### El ballet alcanza un "Mundo Nuevo"
Compañías de ballet de Europa comenzaron giras lucrativas en los teatros de Norteamérica, Centroamérica y América del Sur, a mediados del siglo XIX . El prestigioso Teatro Colón de Buenos Aires, Argentina, ha sido sede de bailarines extranjeros. Por la década de 1880, el Teatro Colón tuvo su propia compañía de ballet profesional.

## sigloXXy el Modernismo

### Rusia y el ballet ruso

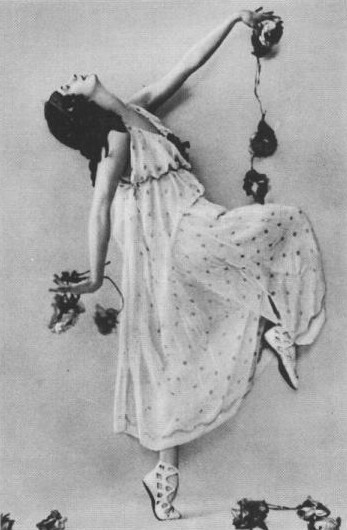
Anna Pavlova en Les Saisons (1900) con coreografía de Marius Petipa y música de Alexander Glazunov.

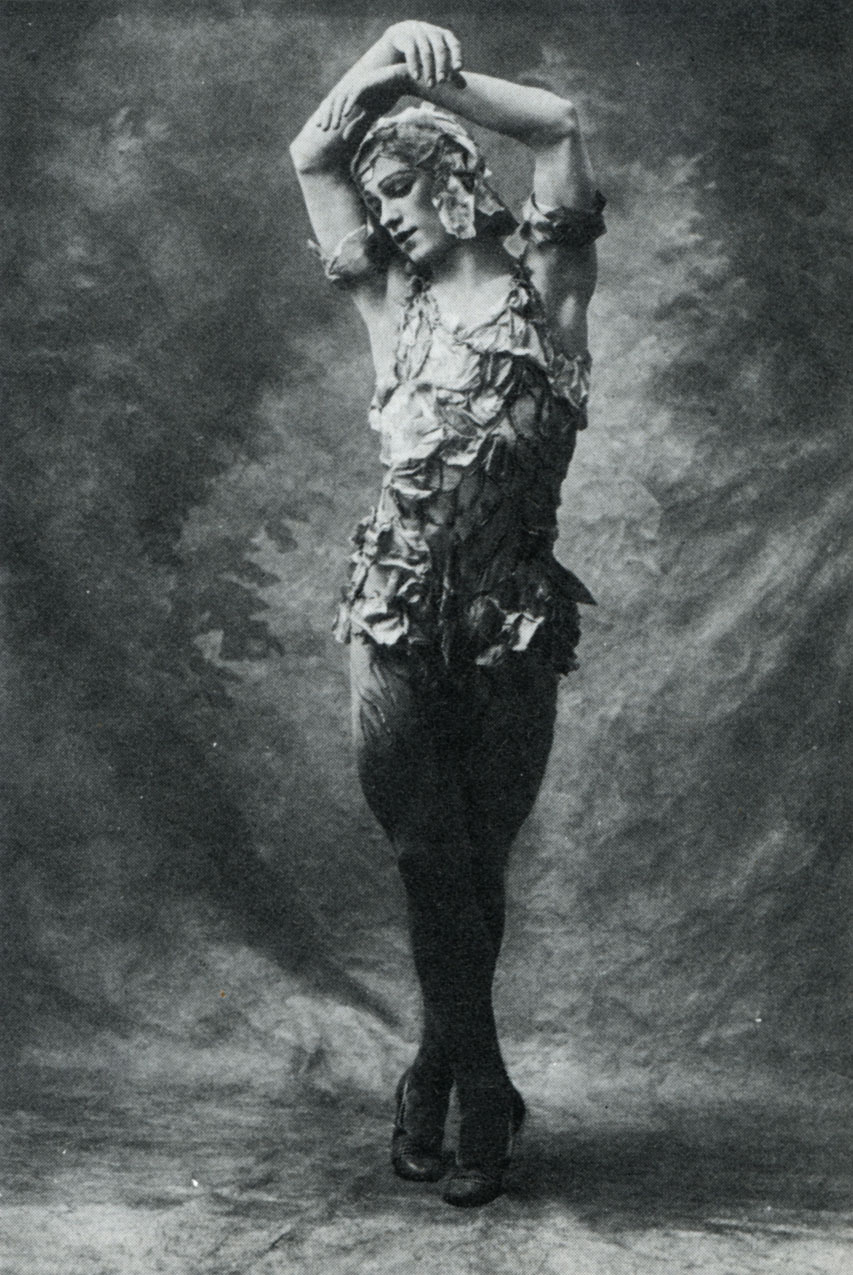
Vaslav Nijinsky en El Espectro de la rosa, 1911.

En la primavera de 1909 el empresario ruso Sergei Diaghilev visitó París con una compañía formada por bailarines del Teatro Mariinski de San Petersburgo: los Ballets Rusos que iban a revolucionar el concepto del ballet en el siglo veinte.
Diaghilev y el compositor Igor Stravinsky unieron sus talentos para traer el folklore ruso a París con El pájaro de fuego y  Petrushka con coreografía de Michel Fokine. Diaghilev también presentó las coreografías vanguardistas del bailarín Vaslav Nijinsky L'apres-midi d'un Faune con música de Claude Debussy y La consagración de la primavera con música de Stravinsky. Esta última provocó un gran escándalo en su estreno por los Ballets Rusos en el Théâtre des Champs Élysées de París, el 29 de mayo de 1913.
El ballet continuó evolucionando en Rusia después de la Revolución rusa de 1917 y la instauración del régimen soviético. Después de un estancamiento en la década de los años veinte, apareció en escena a mediados de la década de 1930 la nueva generación de bailarines y coreógrafos. Se promovió la perfección en la técnica y la precisión en la danza. Agrippina Vaganova, que había sido discípula de Petipa y Enrico Cecchetti, encabezó la Academia de Ballet Vaganova, diseñada para entrenar a bailarines para la compañía de ballet del Teatro Kirov de Leningrado (antiguo Teatro Mariinski).
El ballet siempre contó con el fervor y la afición del público y las compañías del Teatro Bolshoi de Moscú y del Teatro Kirov de Leningrado fueron muy populares.
Algunas piezas de la época tuvieron un gran impacto, entre ellas Romeo y Julieta (1940) con música de Serguéi Prokófiev y coreografía de Leonid Lavrovsky.  Las llamas de Paris (1932) con música de Boris Asafiev y coreografía de Vasili Vainonen es un ejemplo del realismo socialista dominante en el arte de la época,  La La Fuente de Bakhchisarai (1934) con música de Asafiev y coreografía de Rostislav Zakharov o La cenicienta (1945) con música de Prokófiev y coreografía de Zajarov con sus temas del folclore ruso y del mundo del cuento tienen un carácter más lúdico.
El ballet ruso soviético se dio a conocer en Europa occidental y en Estados Unidos gracias a las giras de las compañías del Bolshoi y del Kirov que se iniciaron a fines de los años cincuenta y fueron ya habituales y recibidas entusiásticamente por el público y la crítica en los años sesenta.
La era soviética del ballet ruso puso mucho énfasis en la técnica, el dramatismo y la fuerza. Cuando se ven los archivos se puede ver la gran técnica y el apasionamiento de bailarines como Galina Ulanova, Natalya Dudinskaya, Maya Plisetskaya, Nicolai Fadeyechev, Maris Liepa y otros.

### Estados Unidos
Tras el traslado del Ballets Russes a Francia, el ballet comenzó a tener una influencia más amplia, particularmente en los Estados Unidos.
Desde París, Fokine fue a Suecia y luego los EE. UU. y se estableció en Nueva York. Él creía que el ballet tradicional ofrecía más que movimientos bonitos y una exhibición atlética. Además de una buena técnica, exigía: drama, expresión y una autenticidad histórica. El coreógrafo tuvo que investigar el contexto el cual él se encontraba y así decidió rechazar el tutú tradicional y propuso una tendencia de vestuario más contemporáneo.
Fokine coreografió " Scheherazade (Rimsky -Korsakov) " y "Cleopatra". También retomó las piezas "Petrushka" y "El pájaro de fuego". Una de sus piezas más famosas fue  "La muerte del cisne", interpretada por Anna Pavlova. Más allá de sus talentos como bailarina, Pavlova tenía el potencial para llevar a cabo las demandas que Fokine tenía en el momento de coreografiar la rutina de ballet. La leyenda cuenta que Pavlova se identificó tanto con el papel de cisne que ella pidió que cuando muriera la vistieran con el disfraz del cisne.

George Balanchine desarrolló una de las mejores técnicas en América cuando abrió la escuela en Chicago, y en Nueva York. Adaptó el ballet a los nuevos medios de comunicación, el cine y la televisión. Con esa gran técnica, Balanchine, realizó una nueva coreografía de clásicos como "Lago de los cisnes" y "La Bella Durmiente", así como la creación de nuevos ballets. Él produjo interpretaciones originales de los dramas de William Shakespeare como: Romeo y Julieta, "The Merry Widow" y "A Midsummer Night's Dream".
En 1967, las Joyas de Balanchine rompieron con la tradición narrativa, puesto que en vez de dramatizar una trama se dedicó a dramatizar un tema. Esta nueva idea encajaba con lo que se proponía en Estados Unidos de buscar la libertad de pensar y expresarse.  Hoy en día, grancias a Balanchine, el ballet es uno de los bailes mejor perservados en el mundo.
Barbara Karinska era una inmigrante rusa, la cual colaboró con Balanchine para mejorar el arte del diseño de vestuario. Ella introdujo el corte llamado"bais cut" y un tutú clásico que permitía al bailarín tener mayor libertad de movimiento. Con una atención meticulosa a los detalles, decoró su tutús con abalorios, bordados y aplicados de tela.

## Ballet neoclásico

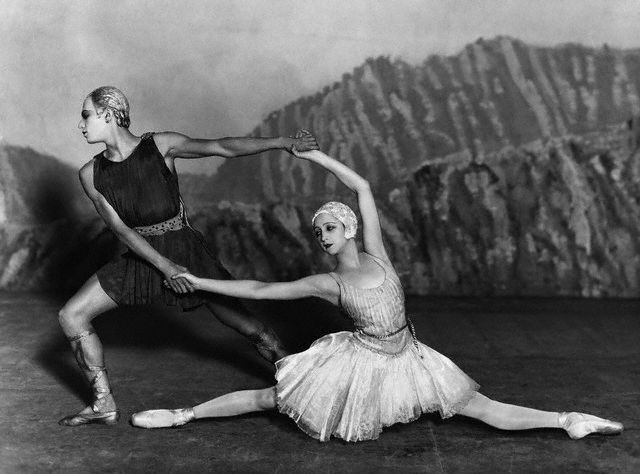
Ballets Russes con Apollo Musagète (1928) con coreografía de George Balanchine. Los bailarines son Alexandrova Danilova and Serge Lifar.

Se dice que George Balanchine fue el primer pionero de lo que hoy es conocido como ballet neoclásico, utilizando un estilo de danza entre el ballet clásico y danza contemporánea de hoy. Tim Scholl, autor de "De Petipa a Balanchine", consideró a la pieza "Apollo"  (1928), para ser el primer ballet neoclásico. "Apolo" representa de una forma la respuesta que el coreógrafo Serge Diaghilev tenía.
"Apollo" y otras obras aún se realizan hoy en día, sobre todo por el Ballet de Nueva York.
Frederick Ashton es otro coreógrafo prominente asociado con el estilo neoclásico. Tres de sus obras se han convertido en piezas muy reconocidas en el repertorio internacional :  Sylvia  ( 1952 ), Romeo y Julieta (1956), Ondine  (1958 ), y Margarota Fonteyin

## Época contemporánea

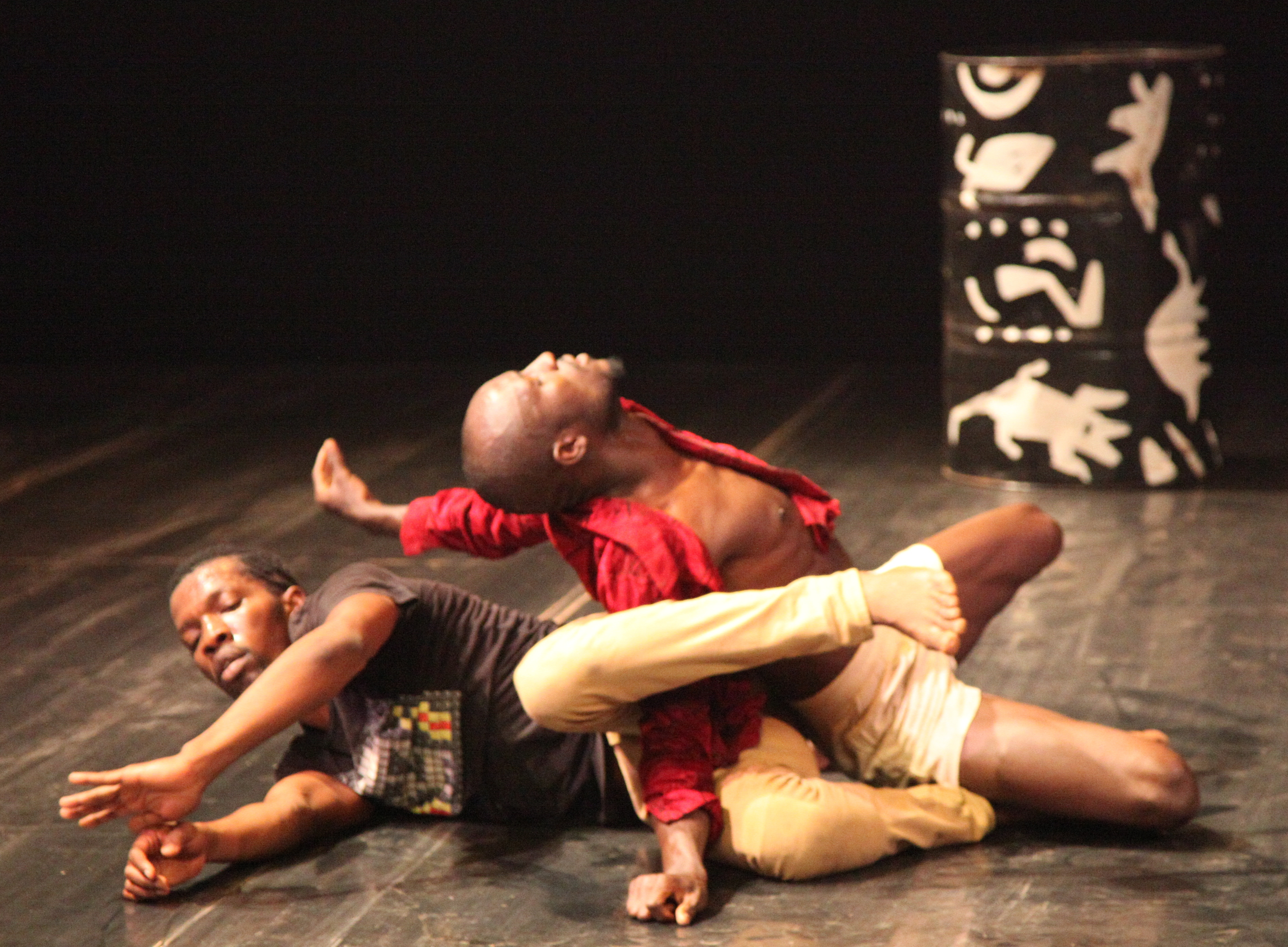
Una presentación en el 2010 por la compañía de ballet de Irène Tassembédo con la pieza Allah Garibou.

Un bailarín que tuvo como maestro a Balanchine y absorbió gran parte de este estilo neoclásico fue Mijaíl Barýshnikov. Tras el nombramiento de Baryshnikov como director artístico del American Ballet Theatre en 1980, trabajó con diversos coreógrafos modernos, sobre todo con Twyla Tharp. Tharp coreografió  "Push Comes To Shove" para ABT y Baryshnikov en 1976. En 1986 creó  "In The Upper Room" su propia compañía. Ambas piezas fueron consideradas innovadoras para el uso de movimientos modernos y por el uso de zapatos de punta. Ahora los bailarines estaban utilizando la técnica del "ballet contemporáneo".
Tharp también trabajó con la empresa Ballet Joffrey, fundada en 1957 por Robert Joffrey. Ella coreografió  Deuce Coupe  para esa compañía en 1973. En donde se utilizó música pop y una mezcla de técnicas modernas de ballet. El Ballet Joffrey continuó realizando numerosas obras contemporáneas, las cuales muchas fueron coreografiado por Gerald Arpino.
Hoy en día hay muchas compañías contemporáneas con una técnica más innovadora y con coreógrafos con nuevas rutinas. Estas nuevas compañías incluyen al Ballet de Madrid, "Royal Ballet de Flandes", Alonzo Rey y su compañía, Alonzo King LINES Ballet, Nacho Duato y Compañía Nacional de Danza, William Forsythe , quien ha trabajado extensamente con el Ballet Frankfurt y en la actualidad trabaja en The Forsythe Company, y Jiří Kylián, que actualmente es el director artístico de Nederlands Dans Theatre. Tradicionalmente las compañías "clásicas", como el Ballet de Kirov y el Ballet Ópera de París llevan a cabo con regularidad obras contemporáneas.